# Djuptjärnen (Boteå socken, Ångermanland)
Djuptjärnen är en sjö i Sollefteå kommun i Ångermanland och ingår i Ångermanälvens huvudavrinningsområde. Sjön har en area på 0,0695 kvadratkilometer och ligger 296,5 meter över havet. Sjön avvattnas av vattendraget Loån (Viättån).

## Delavrinningsområde
Djuptjärnen ingår i det delavrinningsområde (701398-160726) som SMHI kallar för Ovan 701265-160557. Medelhöjden är 305 meter över havet och ytan är 8,18 kvadratkilometer. Det finns inga avrinningsområden uppströms utan avrinningsområdet är högsta punkten. Loån (Viättån) som avvattnar avrinningsområdet har biflödesordning 2, vilket innebär att vattnet flödar genom totalt 2 vattendrag innan det når havet efter 29 kilometer. Avrinningsområdet består mestadels av skog (93 procent). Avrinningsområdet har 0,3 kvadratkilometer vattenytor vilket ger det en sjöprocent på 3,7 procent.